# Петер ван Роє
Петер ван Роє (нім. Peter van Roye, 30 травня 1950) — німецький академічний веслувальник.
Бронзовий призер Олімпійських Ігор 1976 року в складі розпашної двійки без стернового.
Бронзовий призер Чемпіонату світу 1974 року в складі розпашної четвірки без стернового.